# رزروویر، ویکتوریا
رزروویر (به انگلیسی: Reservoir) یک منطقهٔ مسکونی در استرالیا است که در شهر دربین واقع شده‌است.
جمعیت ثبت شده رزروویر در سال ۲۰۲۱ میلادی ۵۱۰۹۶ نفر ثبت شده است.